# Хмельовка (Тавдинський міський округ)
Хмельо́вка (рос. Хмелёвка) — присілок у складі Тавдинського міського округу Свердловської області.
Населення — 3 особи (2010, 5 у 2002).
Національний склад населення станом на 2002 рік: росіяни — 80 %.